# 앙카라의 로마 목욕탕
앙카라의 로마 목욕탕은 튀르키예 앙카라에 있는 고대 로마의 목욕탕 단지의 폐허 유적지이며, 1937-1944년에 발굴이 이뤄지며 발견되었고, 그 뒤에 야외 박물관 형태로 대중들에 공개되었다.

## 역사
앙카라의 로마 목욕탕은 앙카라의 오래된 지구 울루스의 중심부에서 대략 400m 거리에 있는 창키리 거리(Çankırı Caddesi)의 서쪽 2.5m 높이의 지대인 창키리 카피(Çankırı Kapı)라는 곳에 있으며, 로마의 회이크 (텔)로 확인되었으며, 위에는 비잔티움, 셀주크 시대, 아래에는 프리기아의 취락 관련의 양식물들이 섞여 있다.
고대 도시 안키라(Ἀγκύρας)는 동방과 서방 사이 교차로에 있었으며, 로마 시대에는 이곳의 전략적 위치는 이곳을 갈라티아 속주의 중심 도시로 그 중요성을 높였다. 안키라의 성소였던 아우구스투스 신전이 있던 곳부터 목욕탕이 있는 고지까지 도로가 깔려 있었으며, 이 도로는 코린트식 주두가 달려있는 2-3세기의 회색빛 줄무늬가 들어간 대리석 기둥들이 도로 옆쪽에 배치되어 1930년대에 앙카라 새로운 터키 공화국의 수도로 개발되는 과정에서 창키리 도로를 건걸하는 중에 발견되었다.
목욕탕은 의술의 신 아스클레피오스를 기리며 로마에 카라칼라 욕장을 건설하기도 했던 로마 황제 카라칼라 (재위: 212-217년)의 명으로 3세기에 건설되었으며, 건물 주변으로 전형적인 80m x 120m 고전 시기의 건물 단지 배치로 칼다리움 (열탕), 테피다리움 (온탕), 프리기다리움 (냉탕) 등 세 가지 주요 시설이 지어졌다. 목욕탕은 8세기까지 사용되다가 시설물의 기초 부분과 1층 부분의 유적만을 남겨버린 화재로 파괴되고 말았다.
인접한 회위크(höyük, 텔)은 1937년에 발굴 당시 프리기아와 로마의 유물들을 찾아낸 렘지 오우즈 아르크 교수가 발굴하였다. 박물관 관장 하미트 Z. 코샤이와 현장 감독 네자티 돌루나이가 터키 역사 학회의 투자를 받아, 발굴을 추가로 맡아, 1938-1939년에 목욕탕 시설물들을 찾아냈고 1940-1943년에 완전한 발굴을 완료해냈다. 발굴단의 건축 전문가 마흐무트 아코크가 조사를 통해 목욕탕의 복원이 시작되기 앞서 복원된 목욕탕의 배치도를 그려냈다.
교구 아리크 (Arık)는 동시대 비문들의 뒷받침을 받은, 발굴 동안 발견된 주화들을 근거로 하여 카라칼라 치세 때로 목욕탕의 건축 시기를 추측할 수 있었으며, 동시에 주화들은 목욕탕이 시간이 지나면서 보수를 거쳐서 대략 500년간 계속 사용되었다는 것을 나타내었다.

## 배치
목욕탕은 옛 팔라이스트라 (레슬링 경기장)으로 이어지는, 창키리 거리 (Çankırı Caddesi)에 있는 티켓 사무소를 통해 입장하며, 현재 폐허 상태인 128개 대리석 기둥 (각 면당 32개씩)으로 된 포르티코로 둘러싸여 있고 로마, 비잔티움, 후기 헬레니즘 시대의 무덤, 비석, 제단, 비문 등의 전시품이 있다.
팔라이스트라 뒤로 아포데이테리움 (apodeiterium, 탈의실)과 욕탕 세 개가 전형적인 구조로 배열되어 있었다. 테피다리움(tepidarium)과 칼다리움(caldarium)의 이례적으로 넓은 크기는 안키라의 추운 겨울 기간에 이 따뜻한 욕실의 인기 때문이었다. 남아있는 가장 중요한 특징은 건물 바닥 층을 지지하는 벽돌 기둥과 지하의 아궁이에서 대워진 기둥 근처 공기가 층의 방을 따뜻하기 위해 순환되었다는 점이다.
기둥이 세워진 도로의 유적은 팔라이스트라 북쪽에서 볼 수 있다.

## 갤러리

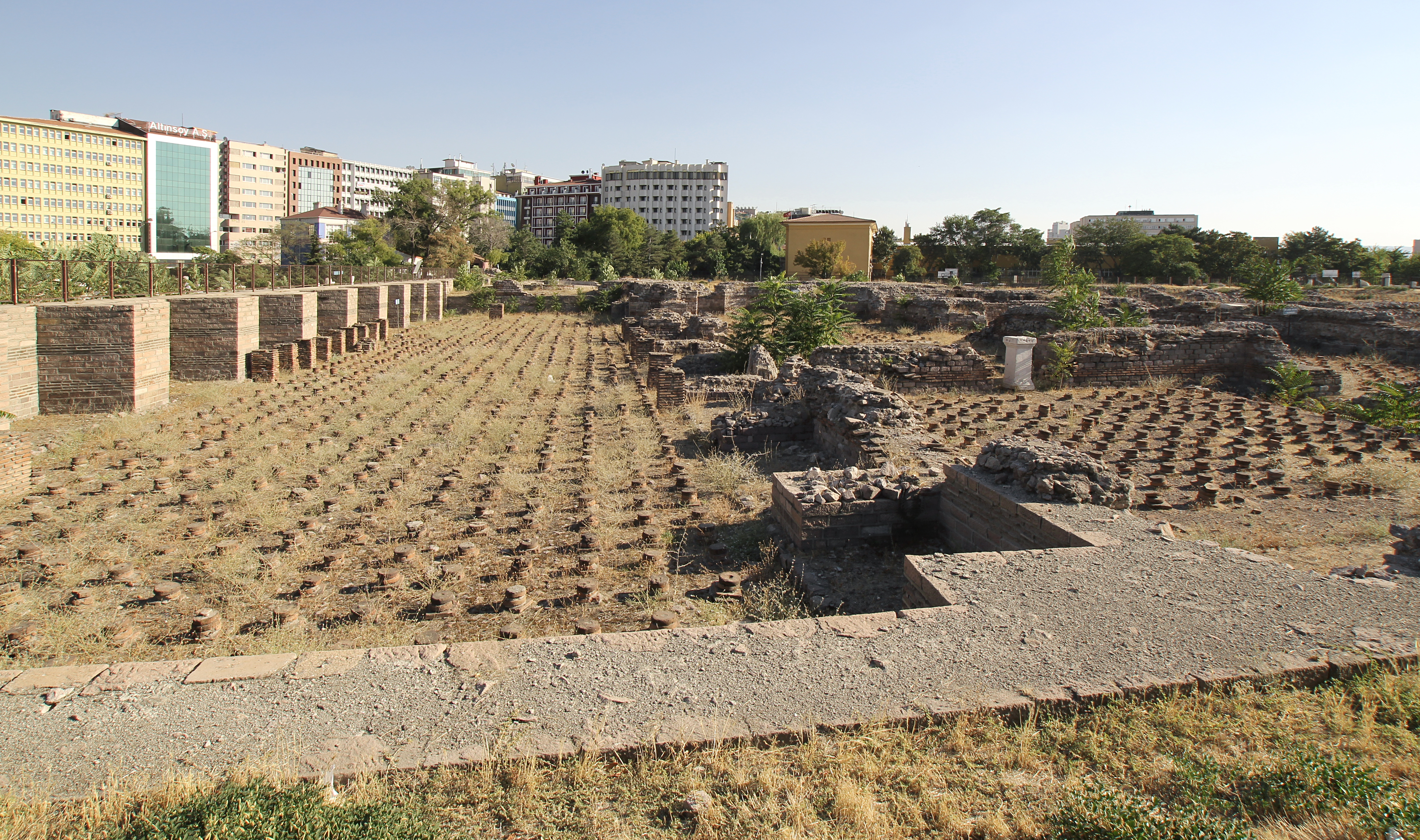
아포디테리움
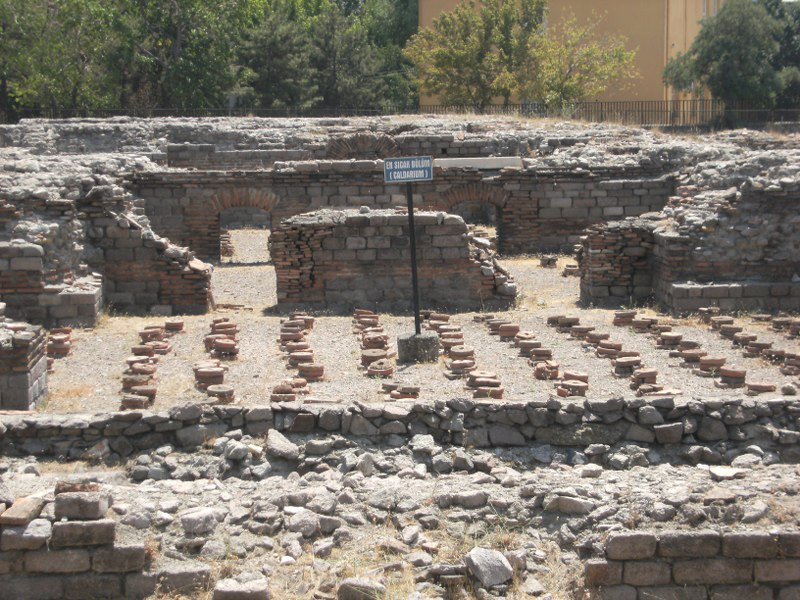
칼다리움
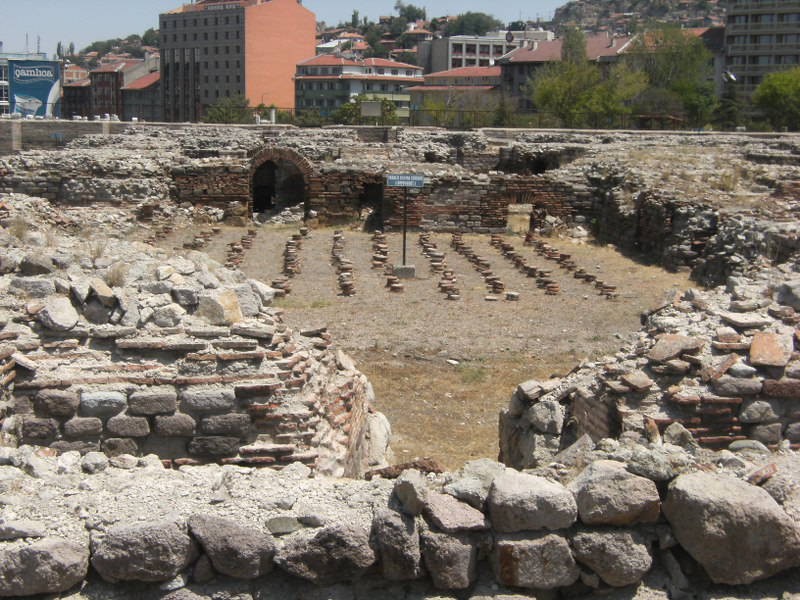
하이포코스트
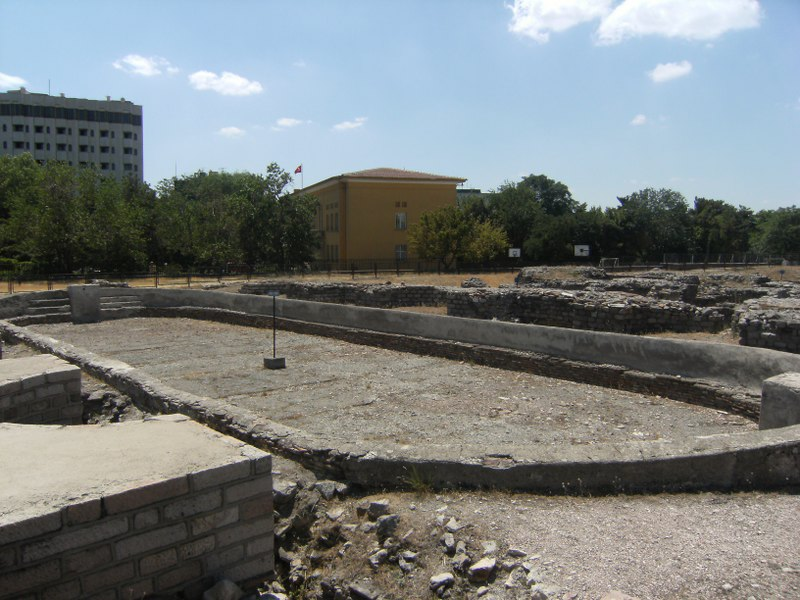
피스키나
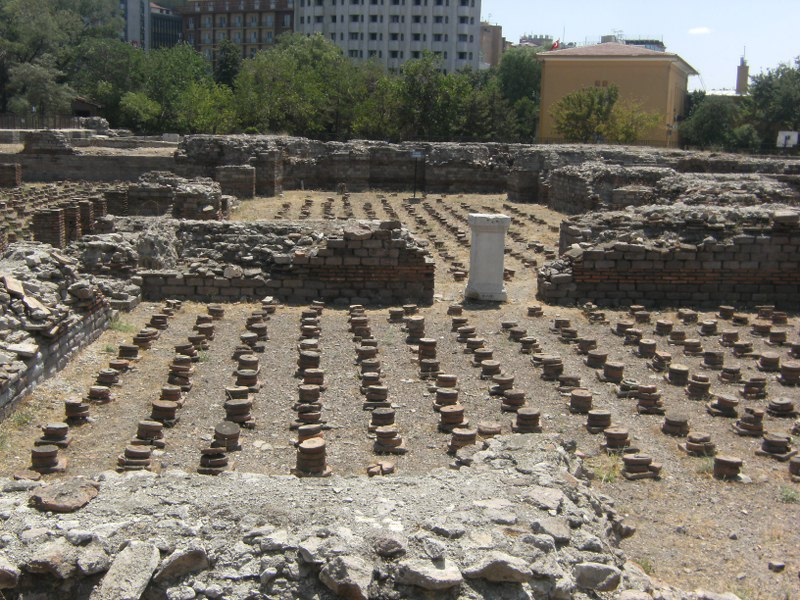
테피다리움
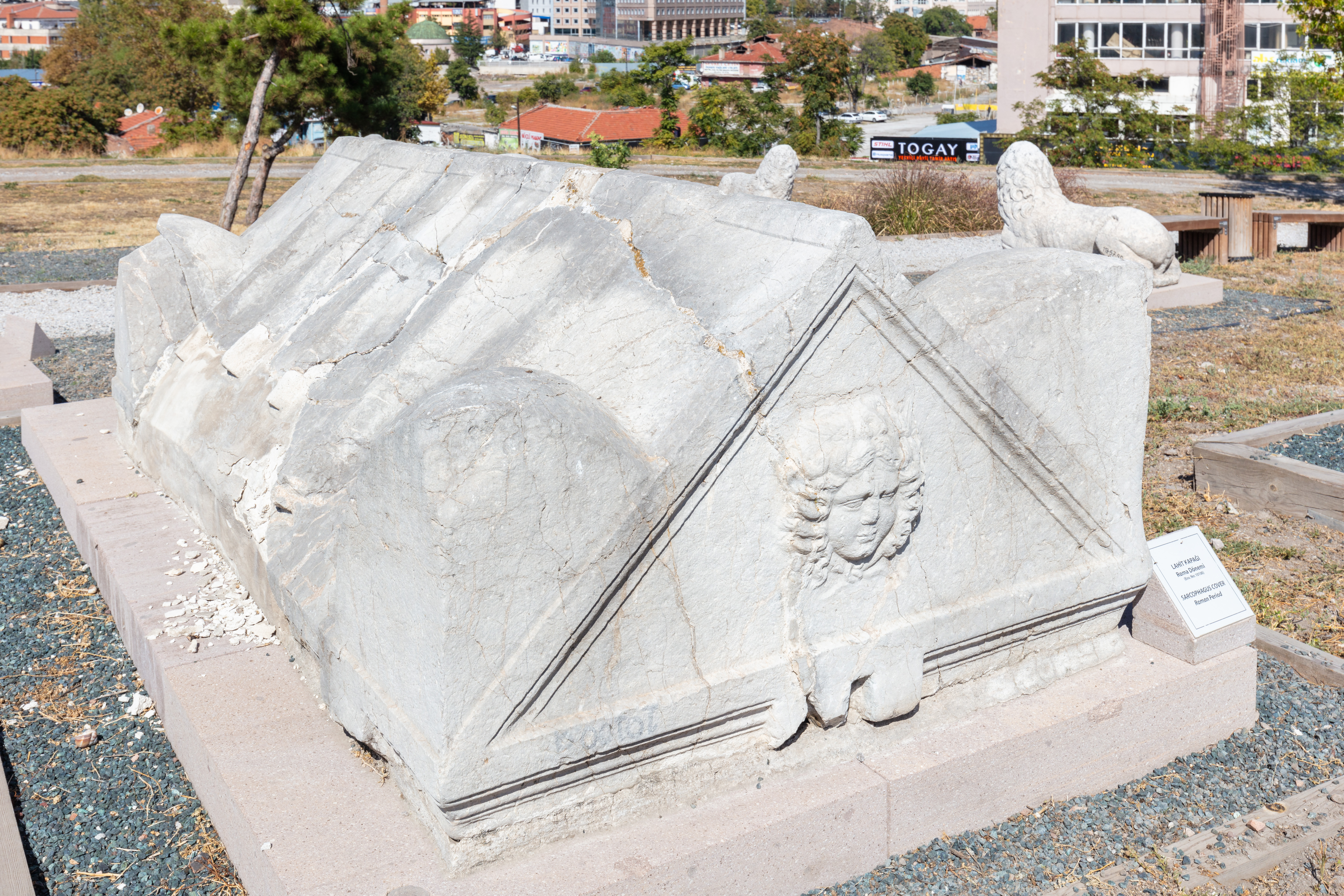
사르코파구스
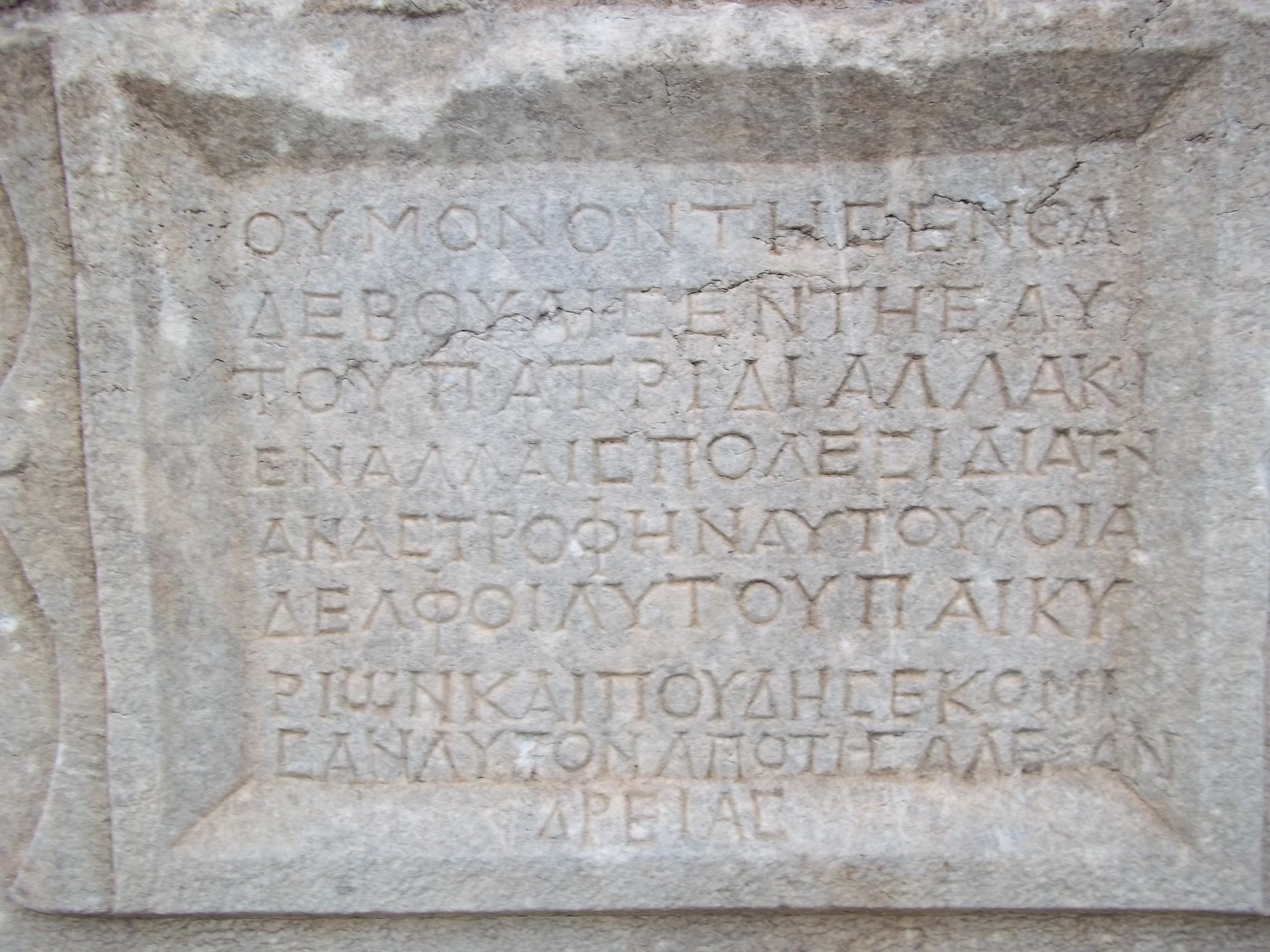
사르코파구스의 비문
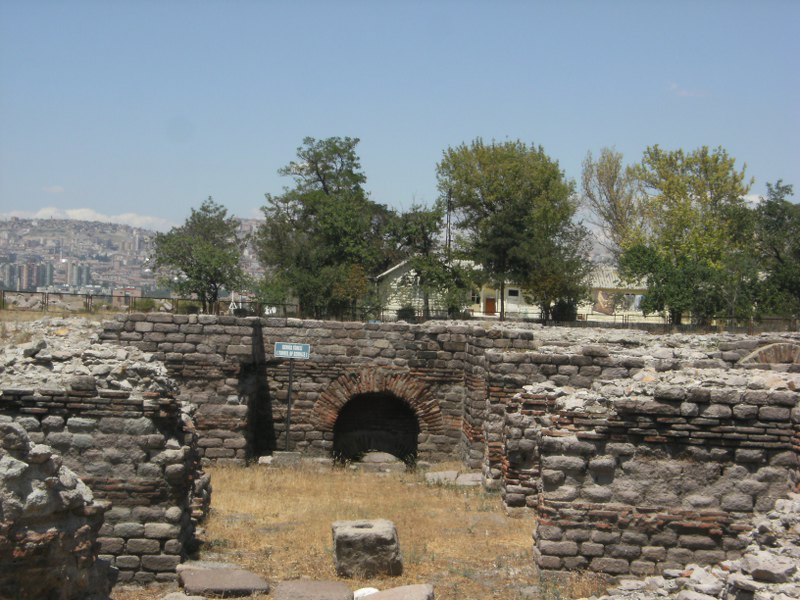
터널 시설
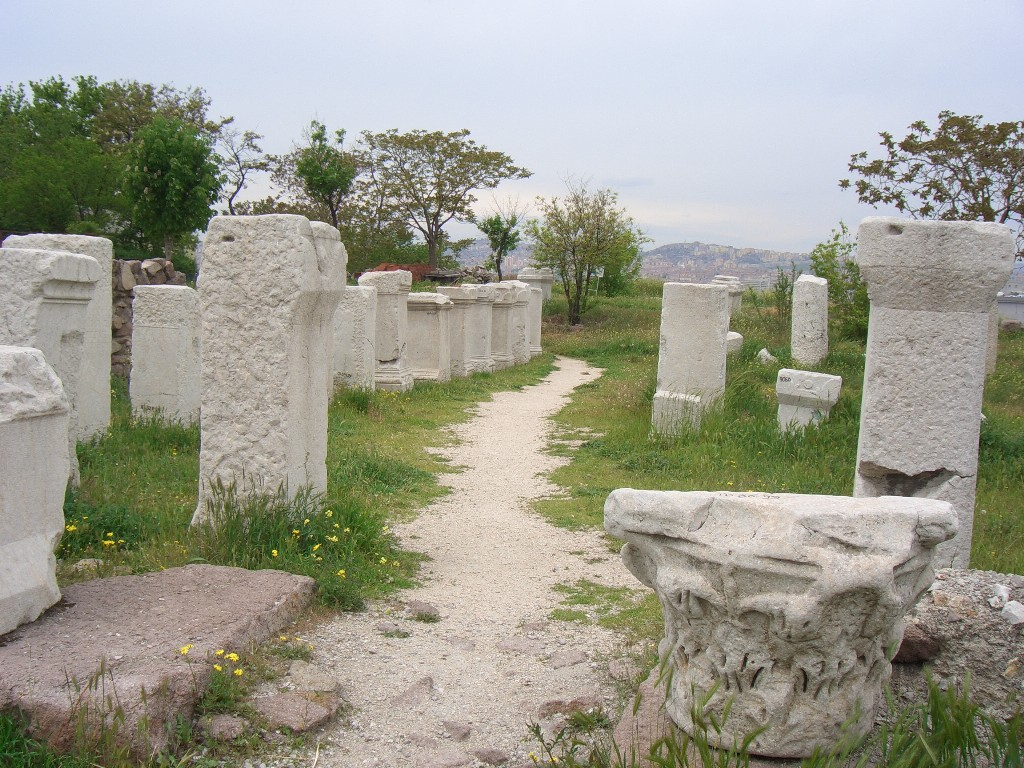
앙카라의 로마 목욕탕 주변으로 흩어진 기둥의 주두와 로마 시대의 무덤 비문.
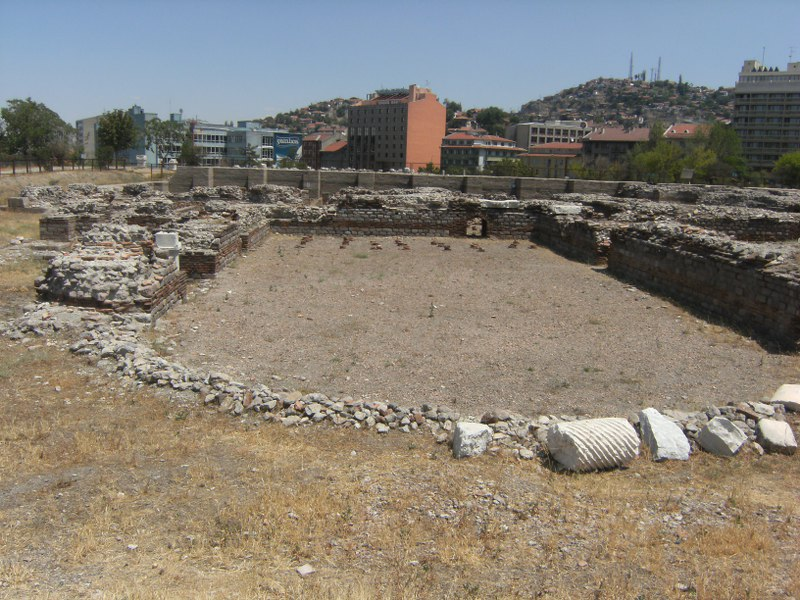
앙카라의 로마 목욕탕 광경
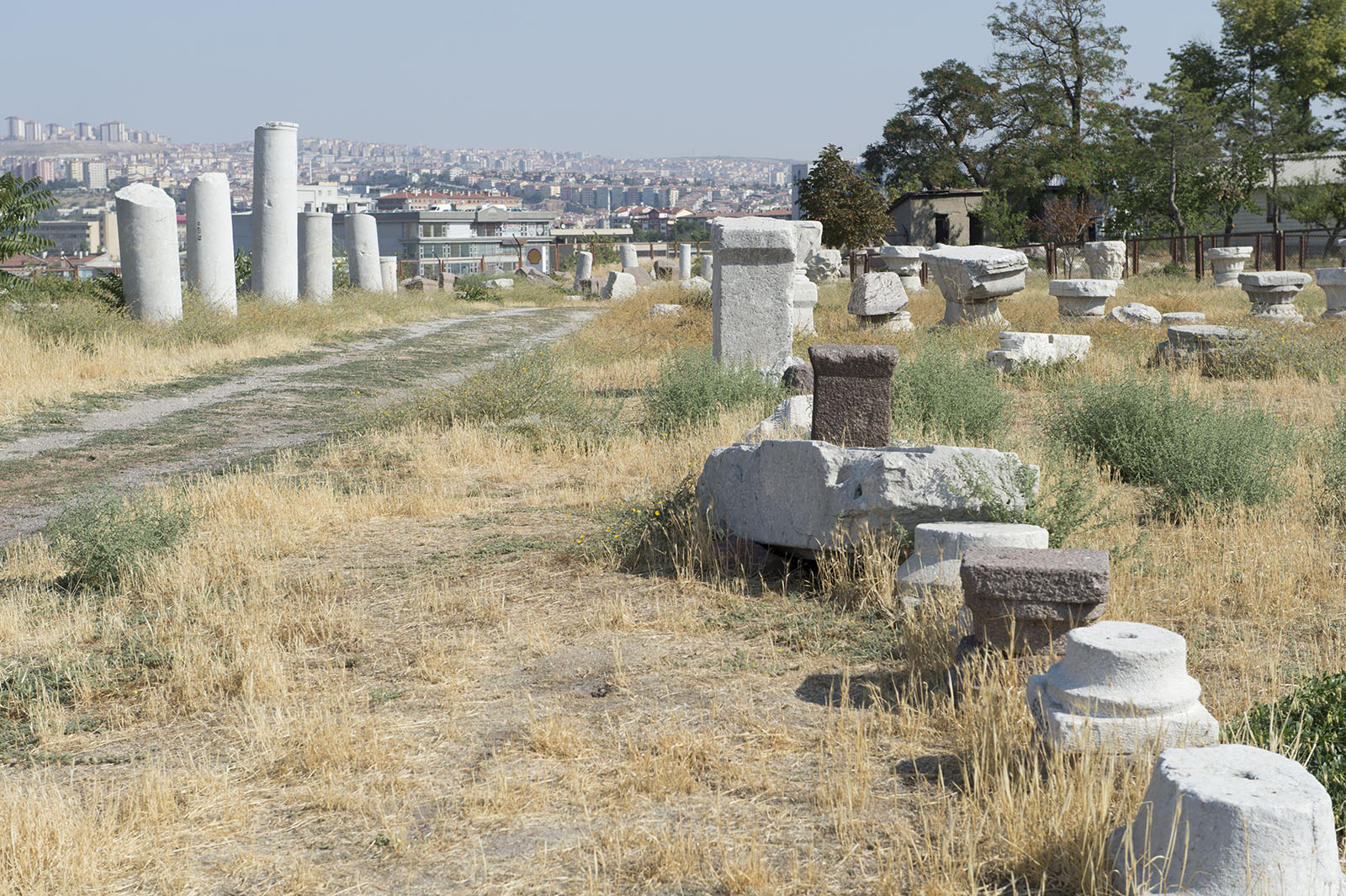
앙카라 로마 목욕탕 3315
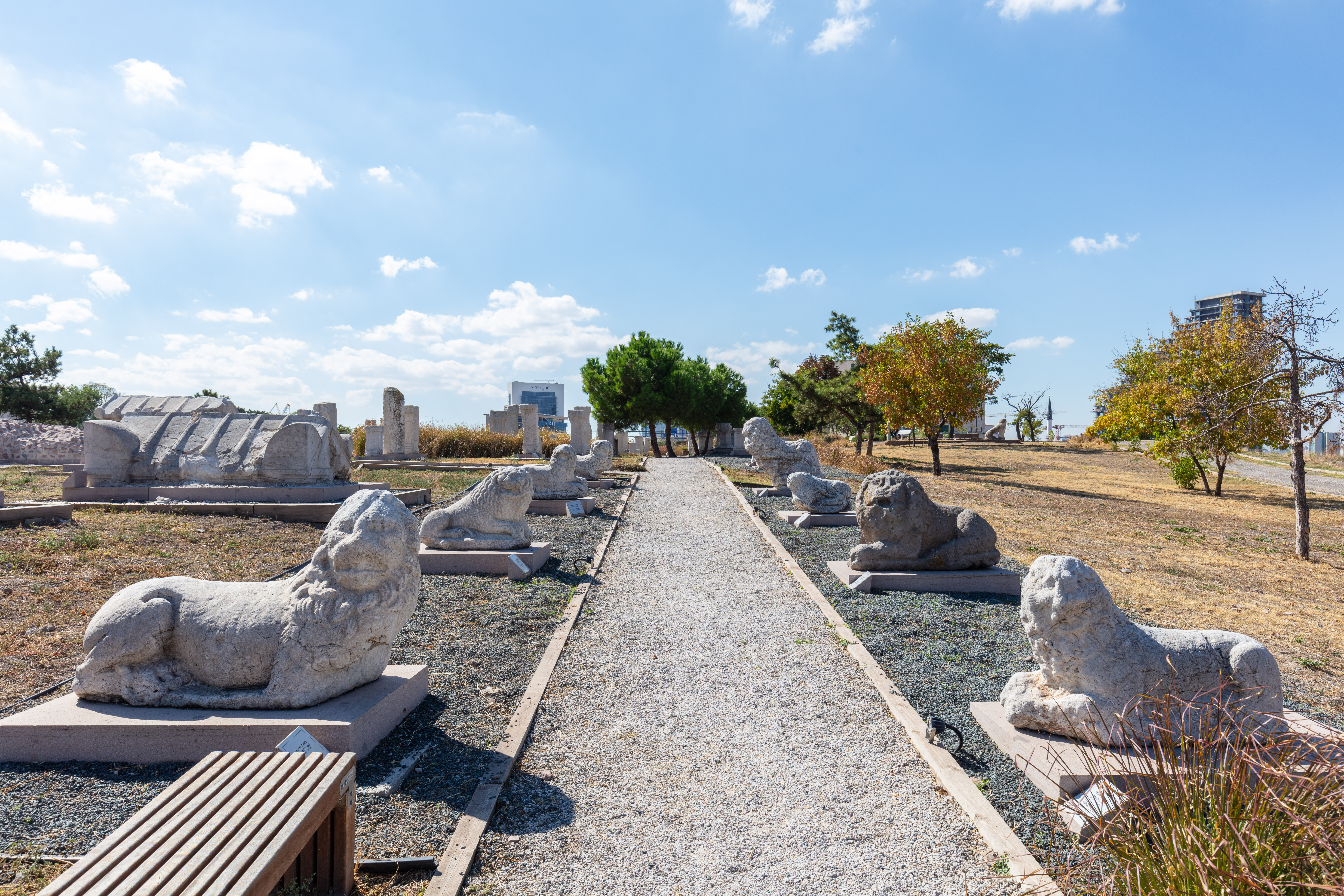
사자